# Pioggia d'estate
Pour plus de détails, voir Fiche technique et Distribution.
Pioggia d'estate (traduction littérale  Pluie d'été)  est film italien réalisé par Mario Monicelli crédité sous le nom de Michele Badiek en un 1937. C'est son premier long-métrage.

## Projection
Il ne semble pas que le film ait été distribué dans les salles de cinéma. Le film était considéré comme perdu mais en 2011 Riccardo Mazzoni a retrouvé 98 tronçons de pellicule pour un total de 400 images dans les archives du directeur de la photographie et monteur Manfredo Bertini
.

## Fiche technique
- Titre : Pioggia d'estate
- Titres alternatifs :
- Réalisation :Mario Monicelli
- Scénario :Mario Monicelli, Luciano Zacconi
- Photographie :Manfredo Bertini
- Montage : Manfredo Bertini, Mario Monicelli
- Musique :
- Costumes :
- Producteur :
- Société de production : Zacconi Film
- Pays de production :  Royaume d'Italie
- Langue : Italien
- Format : N/B  - 1.37 : 1 - Mono
- Genre : Comédie
- Durée : 65 minutes
- Dates de sortie : 
  - Royaume d'Italie : 31 juillet 1937

## Distribution
- Raniero Barsanti
- Franca Taylor
- Ermete Zacconi
- Ernes Zacconi